# La fiancée
La fiancée (deutsch Die Braut, gelegentlich auch Die Verlobte) ist eine Opéra-comique von Daniel-François-Esprit Auber. Eugène Scribe verfasste das Libretto. Das Gemeinschaftswerk Daniel le lapidaire ou les contes de l’atelier von Raymond Bruckner und Michel Masson diente ihm dabei als Grundlage (dieses Werk erschien unter dem Pseudonym Michel Raymond).
Die Premiere in Frankreich fand am 10. Januar 1829 auf der Bühne der Opéra-Comique (Paris) statt. Bereits Ende desselben Jahres hatte Louis Angely das Libretto übersetzt und diese Oper am Königsstädtischen Theater in Berlin inszeniert. Karl August von Lichtenstein lieferte eine weitere Übersetzung/Bearbeitung dieses Stück für die Hofoper in Wien, wo dieses Werk 1831 eine weitere Premiere feiern durfte. Später lieferte Friederike Ellmenreich ebenfalls eine Übersetzung dieses Opernlibrettos.